# Meitingen

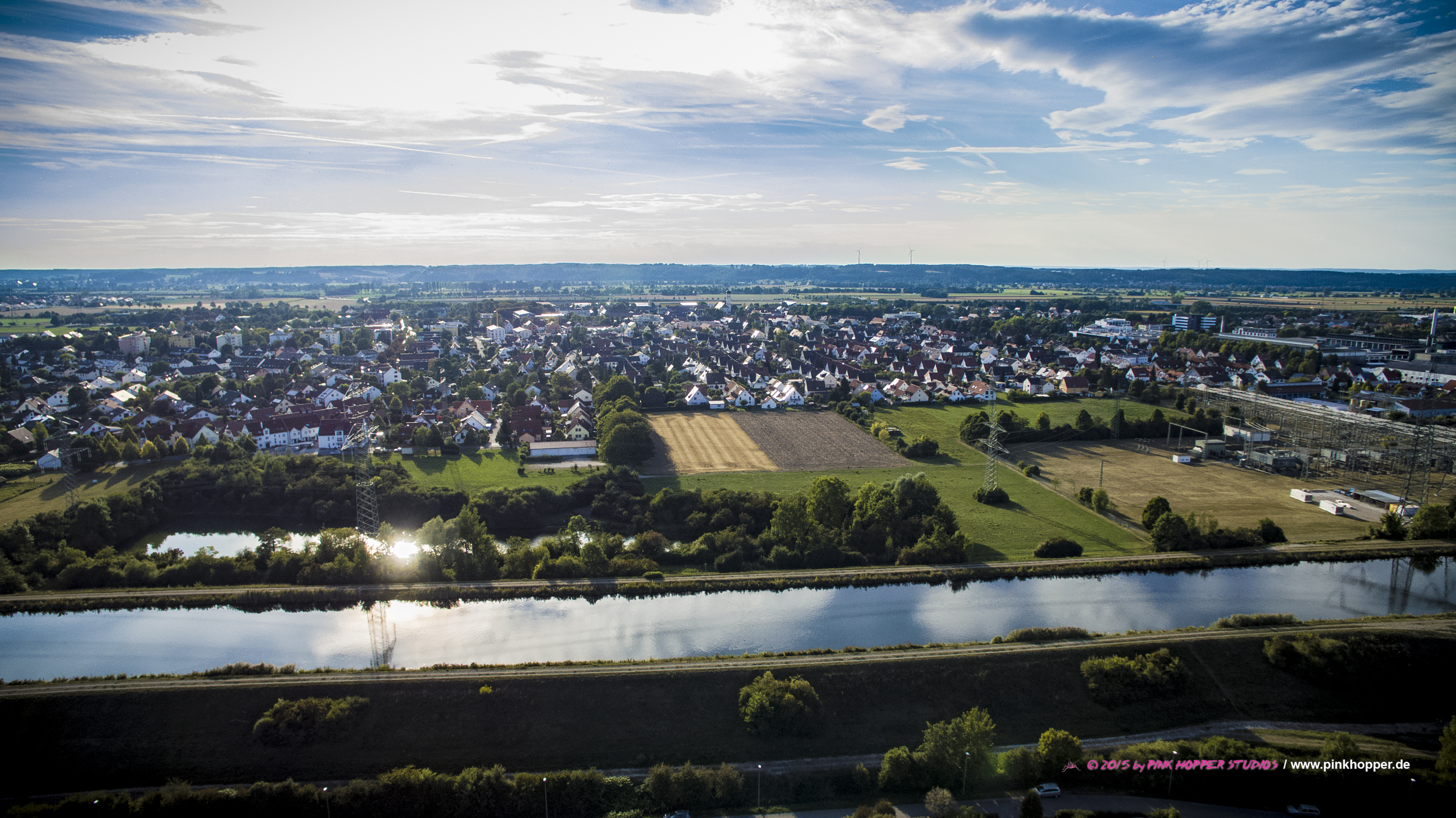
Luftaufnahme von Meitingen (vom Kanal aus)

Meitingen ist ein Markt im schwäbischen Landkreis Augsburg im Freistaat Bayern.

## Geographie

### Lage
Meitingen liegt im Lechtal auf halber Strecke zwischen den Städten Augsburg und Donauwörth.

### Gemeindeteile
Der Markt hat neun Gemeindeteile (in Klammern ist der Siedlungstyp angegeben):
- Ehekirchen (Einöde)
- Erlingen (Dorf)
- Herbertshofen (Pfarrdorf)
- Langenreichen (Pfarrdorf)
- Langenreichermühle (Weiler)
- Meitingen (Hauptort)
- Ostendorf (Kirchdorf)
- Waltershofen (Dorf)
- Zeisenried (Weiler)

### Nachbargemeinden
- Biberbach (Landkreis Augsburg)
- Ellgau (Landkreis Augsburg)
- Kühlenthal (Landkreis Augsburg)
- Langweid am Lech (Landkreis Augsburg)
- Thierhaupten (Landkreis Augsburg)
- Todtenweis (Landkreis Aichach-Friedberg)
- Wertingen (Landkreis Dillingen an der Donau)
- Westendorf (Landkreis Augsburg)

## Geschichte

### Bis zum 19. Jahrhundert
Hügelgräber westlich der Schmutterhöhen geben bereits Zeugnis menschlicher Besiedlung im 2. Jahrtausend vor Christus. Als ab 15 v. Chr. die Militärstraße Via Claudia Augusta von Rom an die Donau angelegt wurde, galt sie als Reichs-, Handels- und Poststraße. 
Der Ursprung Meitingens reicht bis in die Zeit der alemannischen Landnahme zurück. Von den Ursiedlungen vom Norden und Süden her siedelten die Alemannen und gründeten Meitingen als Auslegerdorf. Der „uralte Edelmannsitz Meitingen“ war bald die Heimat eines weitverzweigten und bedeutenden Geschlechts von Bauern und Kaufleuten. Die älteste bekannte Urkunde, in der Meitingen erwähnt wird, ist datiert im Jahre 1231. Sie berichtet von Patronatsrechten, die Heinrich, Markgraf von Burgau, der Kirche von Wittislingen gewährt und in deren Verleihung Heinrich, Truchseß von Mutingen (=Meitingen) als Zeuge benannt wird.
Nähere Auskünfte über das Meitingen vergangener Jahrhunderte finden sich in der Urkunde vom 9. März 1283. Albert Ritter von Vilibach (Villenbach) kaufte mit dieser Urkunde den Meitinger Meierhof (heute Römerstraße 10) und einen weiteren Hof in Meitingen, den er in den Besitz des Klosters Niederschönenfeld eingliederte. Der Meitinger Ortsadel der Meutinger (1239) führte in seinem Wappenschild einen „Bärenrumpf mit goldenem Halsband“. Dieses Wappen ist Grundlage für das Hoheitszeichen Meitingens.
In den folgenden Jahrhunderten durchlebte Meitingen verschiedene Herrschaftsverhältnisse. So waren im 13. Jahrhundert die Truchsesse von Kühlenthal und die Ministerialen der Augsburger Kirche in Meitingen begütert, die dann im 14./15.Jahrhundert von der pappenheimischen Herrschaft aus Biberbach abgelöst wurden. Die neuen Herren über Meitingen teilten ihre Güter 1456. 1520 war Meitingen wieder Einheit, als der Augsburger Hans Pimmel den ihm noch fehlenden Rest Meitingens erwarb. Er baute sich als Herrensitz ein „Neues Haus“ – das spätere Schloß (ab 1768), das heute einen Teil des Johannesheimes darstellt.
Die wechselnden Besitzer (Hospital Augsburg, Fugger von Biberbach) wurden erst 1704 durch die Herren von Schnurbein abgelöst. Sie erwarben Meitingen um 31.000 Gulden. Sie nannten sich fortan „Schnurbein auf Meitingen“. In den Jahren 1768 bis 1773 renovierte Markus IV. von Schnurbein das Schloss. Sein Sohn Markus Jakob wurde Stammvater einer zahlreich in Meitingen (später Hemerten), Ettelried und Hurlach blühenden Familie. Heute erinnern das Schloss, der Schlosspark, die Schlossstraße und die Schnurbeinstraße an dieses Meitinger Geschlecht. Die Schnurbeins besaßen Meitingen bis 1848.
In Herbertshofen und im Weiler Ehekirch hatte das Domstift Augsburg die Grund- und Ortsherrschaft inne. Seit dem Reichsdeputationshauptschluss von 1803 gehörte der Ort zu Bayern. Im Zuge der Verwaltungsreformen in Bayern entstand mit dem Gemeindeedikt von 1818 die heutige Gemeinde. Im Jahr 1844 erreichte die Ludwig-Süd-Nord-Bahn den Ort Meitingen.

### 20. Jahrhundert
Die Fertigstellung der Verlängerung des Lechkanals beendete 1920 eine Serie von verheerenden Überschwemmungen durch den Fluss Lech. Mit der Fertigstellung des Wasserkraftwerks Meitingen am Kanal wurde 1922 der Grundstein für die Industrialisierung Meitingens gelegt.
Im Jahr 1928 gründete der ökumenisch-pazifistisch orientierte römisch-katholische Pfarrer Max Josef Metzger das Christkönigs-Institut Meitingen im Christkönigshaus, St.-Wolfgang-Straße 14. Wegen seines Engagements in der internationalen Friedensbewegung war er den Nationalsozialisten ein Dorn im Auge. Nach einer Denunziation wurde er im April 1944 in Brandenburg-Görden ermordet. Sein Leichnam ruht seit 1968 auf dem Ortsfriedhof. Sein Grabstein, eine Gedenktafel sowie ein Stolperstein am ehemaligen Christkönigsinstitut, ein Straßen- und ein Schulname sowie die 2024 umbenannte Dr.-Max-Josef-Metzger-Halle (zuvor „Gemeindehalle“) erinnern an sein Wirken.
Nach dem Bau der katholischen Kirche St. Wolfgang 1931 wurde Meitingen 1941 zur selbständigen Pfarrgemeinde.
In Meitingen und den umliegenden Gemeinden waren zur Zeit des Nationalsozialismus Zwangsarbeiter in Industrie und Landwirtschaft eingesetzt, die gegen ihren Willen aus den besetzten Gebieten der Ukraine, Russland, Frankreich, Polen und Italien nach Deutschland deportiert wurden. Viele dieser Personen waren noch Kinder bzw. Jugendliche, als sie nach Deutschland kamen, um dort Zwangsarbeit zu verrichten. Bei der ehemaligen Siemens-Plania in Meitingen, einem Vorgängerunternehmen der heutigen SGL Carbon, wurden im Zweiten Weltkrieg im Zeitraum von 1942 bis 1945 insgesamt über 200 ausländische Kriegsgefangene und zivile Arbeitskräfte zur Zwangsarbeit im Werk eingesetzt. Zur Unterbringung waren damals auf einem ans Werk angrenzenden Gelände zwei abgetrennte Wohnbaracken errichtet worden.
Zum Gedenken an diese Menschen wurden vom Gunter Demnig vor der heutigen SGL Carbon GmbH, der früheren Siemens-Plania, sowie im Bereich des Meitinger Bahnhofs Stolperschwellen verlegt.
Bis zum 30. Juni 1972 gehörte Meitingen zum Landkreis Wertingen. Infolge des Wachstums und der Bedeutung für das Umland wurde Meitingen 1989 zum Markt erhoben.

### Eingemeindungen
Am 1. Januar 1972 wurde im Rahmen der Gebietsreform die Gemeinde Erlingen und das bisher zur Gemeinde Westendorf zählende Waltershofen eingegliedert. Am 1. Juli 1972 kamen Herbertshofen und Ostendorf hinzu. Langenreichen folgte am 1. Mai 1978.

### Einwohnerentwicklung
Zwischen 1988 und 2018 wuchs der Markt von 9.202 auf 11.637 um 2.435 Einwohner bzw. um 26,5 %.

## Politik

### Marktgemeinderat
Bei der Kommunalwahl am 15. März 2020 waren 24 Gemeinderatsmitglieder zu wählen; es ergab sich folgende Sitzverteilung:
- Christlich-Soziale Union in Bayern e. V. (CSU): 8 Sitze (31,9 %)
- Freie Wähler/Freie Wählergemeinschaft Meitingen: 3 Sitze (13,9 %)
- Bündnis 90/Die Grünen (GRÜNE): 3 Sitze (10,1 %)
- Sozialdemokratische Partei Deutschlands (SPD): 2 Sitze (9,2 %)
- Freie Lechtaler Wählergemeinschaft (FLW): 2 Sitze (9,1 %)
- Unabhängige Wahlgemeinschaft Erlingen (UWG): 2 Sitze (8,0 %)
- Junge Bürger Union (JBU): 2 Sitze (7,7 %)
- Parteilos: 1 Sitz (5,4 %)
- Freie Wählergruppe Meitingen (FWG): 1 Sitz (4,8 %)

Erster Bürgermeister ist seit Mai 2008 Michael Higl (CSU/Junge Bürger Union); er wurde am 15. März 2020 mit 92,4 % für weitere sechs Jahre bestätigt.

### Gemeindepartnerschaften
- Frankreich: Meitingen unterhält seit 1973 eine Gemeindepartnerschaft mit der Stadt Pouzauges im Département Vendée.[9]

### Wappen
| Wappen von Meitingen | Blasonierung: „In Rot über einem silbernen Querfluss der Rumpf eines goldbewehrten silbernen Bären mit goldenem Halsband und Halsring.“ |
| Wappen von Meitingen | Wappenbegründung: Dem Wappen wurde das Wappenbild des alten Ortsadels von Meitingen, der auch denselben Namen wie der Ort führte, zugrunde gelegt. Anstatt eines schwarzen Bären mit goldenem Hintergrund wurden die Farben Weiß und Rot gewählt, um an die frühere Territorialzugehörigkeit zu der Markgrafschaft Burgau (bis 1802) zu erinnern. In diesem Wappen dominieren auch die Farben Weiß und Rot. |

## Wirtschaft und Infrastruktur
Ein überregional wichtiges Unternehmen ist das SDAX-Unternehmen SGL Carbon mit dem auf das Jahr 1923 zurückgehenden Standort in Meitingen. SGL Carbon produziert hier neben verschiedenen Materialien und Komponenten aus carbonfaserverstärktem Kunststoff sowie graphitbasierten Filzen und Folien für die Halbleiter- und Automobilbranche auch Brennstoffzellenkomponenten. Hochleistungs-Keramikbremsscheiben werden in einem Joint Venture mit Brembo ebenfalls in Meitingen gefertigt.
Ein weiteres Unternehmen sind die 1970 im heutigen Gemeindeteil Herbertshofen gegründeten Lech-Stahlwerke als Hersteller von Stabstahl, Halbzeug und Betonstahl.

### Bildung
In der Gemeinde gibt es folgende Schulen: Grundschule Meitingen, Grundschule Herbertshofen, Mittelschule, Staatliche Realschule (Dr.-Max-Josef-Metzger-Schule).

### Verkehr
Meitingen liegt direkt an der Bundesstraße 2 zwischen Donauwörth und Augsburg. Parallel dazu verläuft die Bahnstrecke Augsburg–Nördlingen. Die Bahnhöfe Meitingen und Herbertshofen werden nur von Regionalzügen angefahren.

### Energie
Bereits in den 1920er Jahren entstanden durch den Bau des Wasserkraftwerkes am Lechkanal die Umspannwerke der damaligen Bayernwerk AG und der Lech-Elektrizitätswerke AG. Mit dem Bau einer 380-kV-Schaltanlage in den 1980er Jahren erhielt die Region Anschluss an das Höchstspannungsnetz der RWE AG. Heute stellt Meitingen mit dem Umspannwerk des Übertragungsnetzbetreibers Amprion einen wichtigen Netzknotenpunkt im 380-kV-Höchstspannungsnetz und dem Umspannwerk der Lechwerke einen wichtigen Knotenpunkt im 110-kV-Verteilnetz der Lechwerke dar. Die Freileitung nach Memmingen beginnt hier.

### Freizeit
Bei Meitingen auf dem Gebiet von Westendorf wurde 2017 ein Multiplex-Kino mit 800 Sitzplätzen sowie 200 Parkplätzen gebaut. Es wurde im März 2018 eröffnet. Ein Freibad mit Nichtschwimmer-, Schwimmer-, Springer- und Kleinkinderbecken, sowie eine Ballspielhalle, in der verschiedene Sportarten ausgeführt werden, gehören ebenfalls zum Ortsbild. In Meitingen und den dazugehörigen Ortsteilen gibt es viele Sportvereine, die Mannschafts- und Einzelsportarten anbieten. (Fußball, Handball, Basketball, Judo, Tischtennis, Tanz etc.). In der Nähe des Lechs gibt es einen Minigolfplatz. Ein beliebter Aufenthaltsort ist der Meitinger Schlosspark sowie die Schlossstraße mit verschiedenen Geschäften und Imbissmöglichkeiten.

## Persönlichkeiten
- Max Josef Metzger (1887–1944), deutscher katholischer Priester, der wegen seiner pazifistischen Überzeugung 1944 hingerichtet wurde.
- Jakob Adolf Seitz (1898–1970), deutsch-argentinischer Schachmeister und Journalist, in Meitingen geboren.
- Fabian Mehring (* 1989), deutscher Politiker (Freie Wähler), lebt in Meitingen

## Belege
1. ↑  Genesis-Online-Datenbank des Bayerischen Landesamtes für Statistik Tabelle 12411-003r Fortschreibung des Bevölkerungsstandes: Gemeinden, Stichtag (Einwohnerzahlen auf Grundlage des Zensus 2011) (Hilfe dazu).
2. ↑  Markt Meitingen in der Ortsdatenbank der Bayerischen Landesbibliothek Online. Bayerische Staatsbibliothek, abgerufen am 20. August 2019.
3. ↑  Markt Meitingen, Liste der amtlichen Gemeindeteile/Ortsteile im BayernPortal des Bayerischen Staatsministerium für Digitales, abgerufen am 18. November 2020.
4. ↑  Bundeszentrale für politische Bildung (Hrsg.): Gedenkstätten für die Opfer des Nationalsozialismus. Eine Dokumentation. Band 1, Bonn 1995, ISBN 3-89331-208-0, S. 164.
5. ↑  Zwangsarbeit Meitingen. Abgerufen am 6. Februar 2024.
6. ↑  Laura Gastl: Meitingen erinnert mit Stolperschwellen an NS-Zwangsarbeiter. Abgerufen am 6. Februar 2024.
7. ↑  Wilhelm Volkert (Hrsg.): Handbuch der bayerischen Ämter, Gemeinden und Gerichte 1799–1980. C. H. Beck, München 1983, ISBN 3-406-09669-7, S. 594.
8. ↑  Statistisches Bundesamt (Hrsg.): Historisches Gemeindeverzeichnis für die Bundesrepublik Deutschland. Namens-, Grenz- und Schlüsselnummernänderungen bei Gemeinden, Kreisen und Regierungsbezirken vom 27.5.1970 bis 31.12.1982. W. Kohlhammer, Stuttgart / Mainz 1983, ISBN 3-17-003263-1, S. 767 (Statistische Bibliothek des Bundes und der Länder [PDF; 41,1 MB]).
9. ↑  Die Geschichte der Partnerschaft. (Memento vom 10. April 2010 im Internet Archive) auf: partnerschaftskomitee-meitingen.de
10. ↑  Wappen von Meitingen in der Datenbank des Hauses der Bayerischen Geschichte
11. ↑  Die weltweiten SGL Carbon Standorte im Überblick. SGL Carbon SE, 2022, abgerufen am 30. Januar 2023 (deutsch, englisch).
12. ↑  Elli Höchstätter: Die Bauarbeiten für das neue Kino in Meitingen starten. Augsburger Allgemeine, 16. Oktober 2016, abgerufen am 26. Juli 2017 (deutsch).
13. ↑  Gerald Lindner: Die Bauarbeiten für das neue Kino in Meitingen starten. Augsburger Allgemeine, 21. März 2018, abgerufen am 22. Mai 2018 (deutsch).